# Isdin
Isdin es una compañía española de productos dermatológicos, ubicada en la calle Provensals 33, Barcelona.
La empresa se encuentra en más de cincuenta países y se ha expandido internacionalmente a Latinoamérica, los Estados Unidos y China, país donde lidera el mercado.

## Historia
Fue creada en 1974, conjuntamente  con el grupo de perfumería Antonio Puig S.A. y el laboratorio español Laboratorios Esteve. Isdin realiza proyectos de investigación y desarrollo financiados por organismos públicos. Entre sus productos se encuentran cremas para rostro, fotoprotectores y contornos de ojos.
En 2021, la empresa facturó 340 millones de euros.
Ese mismo año la empresa obtuvo la certificación de primera compañía dermocosmética española que obtiene la certificación estadounidense B Corp, sello que solo consigue el 4% de las empresas que lo solicitan y que significa que la empresa que lo adquiere tiene un compromiso con el medio ambiente.
El 22 de junio de 2023, la empresa obtuvo el premio MEES, a las mejores prácticas de bienestar corporativo españolas.

El director de la compañía es el físico español Juan Naya.

## Controversias
En 2019, el producto Pediatrics Transparent Spray SPF 50+, fue puesto bajo la lupa de la Organización de Consumidores y Usuarios de España (OCU) al considerar, según un estudio realizado sólo ofrece protección UV media y no "muy alta". En tanto que la Federación de Asociaciones de Farmacias de Cataluña (FEFAC) ha cuestionado el rigor del estudio de la OCU.